# Gargoyle Games
Gargoyle Games était une entreprise britannique de développement de jeu vidéo fondée en 1983 par Roy Carter et Greg Follis afin de publier leur premier jeu vidéo Ad Astra. 

## Jeux notables
- Ad Astra (1984)
- Tir Na Nog (jeu vidéo) (en) (1984)
- Dun Darach (en) (1985)
- Marsport (en) (1985)
- Heavy on the Magick (en) (1986)
- Sweevo's World (en) (1986)
- Scooby Doo in the Castle Mystery (en) (1986)
- Hydrofool (en) (Faster Than Light (éditeur de logiciels) (en)/Gargoyle 1987)

### Source de la traduction
- (en) Cet article est partiellement ou en totalité issu de l’article de Wikipédia en anglais intitulé « Gargoyle Games » (voir la liste des auteurs).